# Tora Tora
Tora Tora es una banda de hard rock estadounidense proveniente de Memphis, Tennessee, formada en 1985. "Tora" significa "tigre" en japonés y el nombre fue un código usado por la naval japonesa durante el ataque a Pearl Harbor. La banda tomó su nombre de una canción de la agrupación Van Halen, del álbum Women and Children First de 1980.

## Alineación
- Anthony Corder - voz
- Keith Douglas - guitarra
- Patrick Francis - bajo
- John Patterson - batería

## Discografía
- Surprise Attack (1989)
- "Walkin' Shoes" (sencillo) (1990)
- Wild America (1992)
- Revolution Day (1994/2011)
- The Warehouse... 20 Years Later (2008)
- Before & After (2009)
- Bombs Away: The Unreleased Surprise Attack Recordings (2009)
- Miss B. Haven': The Unreleased Wild America Recordings (2010)
- Bastards of Beale (2019)